# Four Year Strong
Four Year Strong — американський поппанк гурт із міста Вустер, штат Массачусетс, створений у 2001 році. До складу гурту входять вокалісти та гітаристи Ден О'Коннор і Алан Дей, басист Джо Вайс і барабанщик Джейк Массукко. Вони випустили сім студійних альбомів; їхній останній альбом, Brain Pain, був випущений 28 лютого 2020 року на Pure Noise Records.

## Історія

### Заснування та перші релізи (2001–2006)
Гурт Four Year Strong був створений у Вустері, штат Массачусетс, у 2001 році Деном О'Коннором, Аланом Деєм, Джейком Массукко та четвертим музикантом, який грав на бас-гітарі. Усі вони навчалися у середній школі Doherty Memorial High School. Незабаром вони випустили демо-EP під назвою All The Lonely Girls. У наступні роки вони випустили ще два EP; The Glory EP (2003) і демо з трьох треків у 2004 році. Приблизно в цей час на заміну басисту був залучений Джо Вайс. У 2005 році гурт випустив дебютний студійний альбом It's Our Time в цифровому вигляді на Open Your Eyes Records. У жовтні та листопаді 2005 року вони вирушили в тур по Західному узбережжю та Середньому Заходу США з Maida and The Fully Down. Вони вирушили в тур із Showoff у березні та квітні 2006 року.
У 2006 році гурт випустив ще одне демо, яке містило ранні версії їхніх пісень із Rise or Die Trying. Клавішник Джош Ліфорд приєднався наприкінці 2006 року, перетворивши гурт у квінтет.

### Rise or Die Trying,Explains It All(2006–2009)
Реліз гурту 2007 року Rise or Die Trying на лейблі I Surrender Records посів 31 місце в чарті Billboard Heatseekers протягом першого тижня. На тлі їх зростаючої популярності, у лютому 2008 року гурт підписав контракт із Decaydance Records.
21 липня 2009 року Four Year Strong випустили альбом кавер-версій під назвою Explains It All. Альбом створений за участю Кейт Баклі з Every Time I Die, Треві Маккой з Gym Class Heroes, JR і Бадді з Less Than Jake. Гурт пояснив причини створення альбому в блозі MySpace, сказавши: «Це те, на чому ми виросли. У кожного є пісні, які миттєво повертають вас у молодість. Незалежно від того, чи ми були в спальні, граючи на повітряній гітарі, чи їхали в машині на тренування в першій лізі, чи це була просто та пісня, яку крутили по радіо протягом того чудового літа на мисі. Ці пісні певним чином вплинули на нас, і ми хочемо поділитися цим почуттям з вами».

### Enemy of the World(2010–2011)
Третій повноформатний альбом гурту, Enemy of the World, був випущений 9 березня 2010 року на Universal Motown Records. Гурт випустив перший сингл альбому «It Must Really Suck to Be Four Year Strong Right Now» 21 грудня 2009 року. Назва пісні є посиланням на останнє речення рецензії в Alternative Press, у якій журнал високо оцінив новий альбом Set Your Goals, водночас зазначивши майбутнє Four Year Strong і порівняння їх запису. Вінілова платівка була доступна для попереднього замовлення 2 березня 2010 року. Альбом розійшовся тиражем 12 400 копій за перший тиждень, дебютувавши під номером 47 у Billboard 200. Four Year Strong супроводжував Set Your Goals в азіатському турі, але обидва гурти скасували гастролі в Індонезії.

### In Some Way, Shape, or Formта перерва (2011–2013)
3 квітня 2011 року було оголошено, що Джош Ліфорд залишає гурт. Спочатку вважалося, що Ліфорд вирішив піти, щоб зосередитися на своєму сайд-проєкті Foxfires. Проте пізніше як Ліфорд, так і Алан Дей підтвердили, що Ліфорда виключили з гурту, оскільки музиканти вирішили видалити синтезатори зі свого звуку, не залишивши Ліфорду можливості продовжувати. 13 квітня 2011 року в інтерв'ю Alternative Press гурт повідомив, що вони записували свій четвертий студійний альбом з продюсером Девідом Бендетом у House of Loud у Нью-Джерсі. Гурт збирався повернутися до студії без Джоша Ліфорда, щоб закінчити альбом у червні, після завершення туру з Rise Against. Вокаліст Алан Дей також розповів, що нові пісні, написані гуртом, були дуже різноманітними, і що новий матеріал відрізнявся від усього, що гурт коли-небудь писав раніше. Під час туру з Rise Against вони зіграли нещодавно записану, ще невидану пісню під назвою «Falling on You».
18 серпня 2011 року гурт випустив «Stuck in the Middle», нову пісню з майбутнього альбому. Гурт оголосив, що новий альбом In Some Way, Shape, or Form вийде 8 листопада 2011 року. 8 вересня 2011 року гурт випустив ще одну пісню з альбому під назвою «Falling on You». Перший офіційний сингл з альбому «Just Drive» був випущений 27 вересня 2011 року. Під час осіннього туру AP 2011 гурт виконав ще одну нову неопубліковану пісню, яка буде випущена у майбутньому альбомі. Гурт присвятив його фанатам, які були з ними «від самого початку і будуть з ними до самого кінця»; відео з піснею злили на YouTube. Він називається «Fairweather Fan». В інтерв'ю стало відомо, що Four Year Strong виступатимуть у Warped Tour 2012.
15 травня 2012 року Four Year Strong розійшлись з лейблом Universal Motown/Universal Republic. Незважаючи на вихід з лейблу, гурт все ще залишався активним, оскільки вони грали в Warped Tour 2012 року, і виступали з Blink-182 під час туру Великобританією та Ірландією. Станом на 2013 рік ходили чутки про те, що Four Year Strong розпалися. О'Коннор був одружений зі своєю дружиною майже два роки, а Дей заснував сайд-проект The Here and Now, альтернативний/блюзовий гурт, який того року випустив мініальбом. В інтерв'ю для PropertyOfZack Дей зазначив, що гурт не розпадається, а скоріше бере відпустку. Ідучи далі, він сказав: «Це вперше за п’ять або більше років, коли ми більше трьох тижнів у не виступаємо у турне... Ми точно не розпадаємось. Здається, багато людей так говорять, але я не знаю, чому вони це кажуть. Те, що ми тричі не проїхали через ваше місто цього року, не означає, що ми розійшлись».

### Підписання контракту з Pure Noise Records, мініальбомGo Down in Historyтаоднойменнийальбом (2014–2016)
Під час щорічного святкового шоу у Вустері, штат Массачусетс, у 2013 році Four Year Strong оголосили, що працюють над новим матеріалом, який планується випустити пізніше. Пізніше вони оголосили про майбутній тур по Північній Америці на підтримку Bayside, які планували гастролювати протягом квітня 2014 року, а наступного літа вони б зіграли весь тур Vans Warped Tour. 27 травня 2014 року гурт анонсував новий EP під назвою Go Down in History, який буде випущений на Pure Noise Records 22 липня 2014 року. Головний сингл мініальбому під назвою «Tread Lightly» був випущений 5 червня, а весь мініальбом транслювався за день до релізу. EP отримав схвалення критиків після випуску, і багато критиків хвалили повернення гурту до свого фірмового звучання. Станом на жовтень гурт опублікував твіти та фотографії в Instagram, які підтверджують, що вони перебувають у студії для запису нового повноформатного альбому, який має вийти десь у 2015 році. Вони розпочинають свій тур Go Down in History 1 листопада 2014 року в супроводі Transit, Such Gold і Seaway.
Однойменний альбом гурту вийшов 2 червня 2015 року. Альбом був спродюсований гітаристом Converge Куртом Баллоу. Вокаліст/гітарист Ден О'Коннор заявив, що альбом був «одним із найбільш необроблених записів, які ми коли-небудь робили, граємо лише ми. Жодного модного комп’ютерного лайна. Створений для того, щоб підспівувати і стукати головою».
9 квітня 2015 року вони випустили сингл під назвою «We All Float Down Here», а потім «I’m a Big, Bright, Shining Star» і «Eating My Words» 27 квітня та 13 травня відповідно.
Альбом був доступний для трансляції 27 травня.

### Тур на честь 10-річчя Rise Or Die Trying TourіSome of You will like this, some of You won’t(2017–2019)
9 листопада 2016 року гурт оголосив про 10-й ювілейний світовий тур для свого альбому Rise or Die Trying, у якому вони грали альбом повністю під час кожного туру. Починаючи з кінця січня 2017 року, тур охоплював кілька країн і врешті-решт завершився в лютому 2018 року.
Під час гастролей гурт також випустив нову збірку під назвою Some of You Will Like This, Some of You Won't, яка містила переробки та перезаписи кількох їхніх найпопулярніших пісень, а також кілька раритетів. Альбом вийшов 8 вересня 2017 року.
Гурт також брав участь у фінальному турі Vans Warped Tour у 2018 році.

### ПерезаписBrain PainіEnemy of the World(2020–дотепер)
14 січня 2020 року гурт анонсував свій наступний альбом Brain Pain, який вийшов 28 лютого 2020 року на Pure Noise Records.  Анонс супроводжувався випуском перших двох синглів з альбому «Talking Myself in Circles» і «Brain Pain».
Гурт виконав пісню «Sundress» у альбомі State Champs Kings of the New Age, який вийшов 13 травня 2022 року. 17 травня гурт випустив новий сингл, кавер на пісню Green Day «Brain Stew / Jaded» у спліт-синглі Pure Noise Records «Dead Formats, Vol. 1».
У жовтні 2022 року гурт оголосив, що 27 жовтня 2022 року випустить перезаписану версію свого альбому 2010 року Enemy of the World.

## Гастролі
Гурт брав участь у багатьох національних турах, поділяючи сцену з такими групами, як Starting Line, Slip On It, Hellogoodbye, From First to Last, Every Time I Die, Meg & Dia, Hidden in Plain View, Alexisonfire, All Time Low, Blink-182, Mayday Parade, New Found Glory, Bayside і Steel Train.
Гурт гастролював в лютому-квітні 2009 року в рамках туру Taste of Chaos разом із Thursday, Bring Me the Horizon, Pierce the Veil і Cancer Bats. З липня по серпень 2009 року вони вирушили в літній спльний тур із Set Your Goals, Fireworks, the Swellers, Polar Bear Club, A Loss for Words, Drive A та Grave Maker. Four Year Strong також виступав на австралійському фестивалі Soundwave у лютому та березні 2010 року разом із хедлайнерами Faith No More, Jane's Addiction, Placebo; також грав разом із Alexisonfire, Set Your Goals, A Day to Remember, Paramore, It Dies Today, Gallows, Emarosa, A Wilhelm Scream, Anthrax, All Time Low, Escape the Fate, This Is Hell, Enter Shikari, Anti-Flag, Baroness, Comeback Kid, The Almost, Dance Gavin Dance, Architects, You Me at Six, Rolo Tomassi, Dichi Michi, Sunny Day Real Estate та багатьма іншими. У травні 2010 року гурт виступав на головній сцені фестивалю Slam Dunk у Гетфілді та Лідсі, граючи разом із New Found Glory, Set Your Goals, the Wonder Years, Hit The Lights та багатьма іншими. Гурт був учасником Vans Warped Tour 2010 і грав на сцені Altec Lansing разом з Breathe Carolina, Hey Monday і Set Your Goals. 
Вони також грали в перший день на фестивалі Bamboozle. Наприкінці 2010 року Four Year Strong виступили хедлайнерами туру з Comeback Kid, The Wonder Years, American Fangs і Mountain Man. Тур мав назву «Tonight We Feel Alive!» і охоплював усі Сполучені Штати. У лютому 2011 року Four Year Strong виступили одним із хедлайнерів Kerrang! Relentless Tour 2011 із Good Charlotte за підтримки Framing Hanley та Wonder Years. Тур розпочався 3 лютого 2011 року в Дубліні, Ірландія. 15 лютого 2011 року було оголошено, що вони були додані для підтримки Blink-182 під час туру Великобританією разом із You Me at Six . Вони приєдналися до Rise Against і Bad Religion під час літнього туру по США в 2011 році. Вони також оголосили, що повернуться до Австралії пізніше цього року, щоб зіграти Soundwave Revolution разом із уже анонсованими гуртами Damned Things, Story of the Year, Every Time I Die, Hellogoodbye, We Are the In Crowd та багатьма іншими.
Гурт виступав із New Found Glory та Attack Attack! у вересні 2011 року в Бразилії на музичному фестивалі XLive (Куритиба 08/09, Ріо-де-Жанейро 09/09 і Сан-Паулу 10/09). Було оголошено, що гурт буде супроводжувати Blink-182 під час їхнього туру UK Arena влітку 2011 року, однак тур було відкладено до 2012 року, але Four Year Strong буде грати разом з Blink-182 і All-American Rejects, але лише в обрані дати. В інші дати виступили Twin Atlantic і Blackout.
Four Year Strong гастролював у Великобританії в січні 2012 року разом із Don Broco як супроводжувальний гурт.
У 2017 році Four Year Strong розпочали європейський хедлайнерський тур, щоб відзначити 10-ту річницю альбому Rise or Die Trying, який розпочався в Барселоні, Іспанія, і закінчився у Великобританії; у них було заброньовано 20 виступів протягом лютого, включаючи, але не обмежуючись: Берлін, Мюнхен, Амстердам, Париж, Лондон, Дублін і Белфаст.

## Музичний стиль
Звук гурту можна охарактеризувати як суміш поппанку та хардкор-панку. Гурт просто розвинув своє звучання на основі ідеї грати «саме те, що вони хочуть почути» або музику, яку вони б слухали, але в той час ніхто інший не грав. Звук гурту був описаний як «поєднання поппанк енергії, піднесених співаючих приспівів і розквіту металкору». з «наполегливими та (умовно кажучи) складними гітарними лініями та рифами». Це злиття між поппанком і металкором часто називають «ізікором», стиль, який гурт популяризував разом із New Found Glory.

## Учасники гурту
| Поточні учасники - Алан Дей – ведучий вокал, гітари, клавішні, програмування (2001–дотепер) - Ден О'Коннор – ведучий вокал, гітари, клавішні, програмування (2001–дотепер) - Джейк Массукко – ударні, перкусія (2001–дотепер) - Джо Вайс – бас, бек-вокал (2004–дотепер) | Колишні учасники - Джош Ліфорд – клавішні, синтезатор, екстрім-вокал, бек-вокал (2006–2011) - Ерік Стоун – клавішні, синтезатор (2004–2006) |

## Дискографія
- It's Our Time (2005)
- Rise or Die Trying (2007)
- Explains It All (2009)
- Enemy of the World (2010)
- In Some Way, Shape, or Form (2011)
- Four Year Strong (2015)
- Brain Pain (2020)